# Ruby Lin
Ruby Lin (în chineză: 林心如, Lin Xin Ru) este o actriță și producător de filme din Republica Chineză.

## Filmografie

### Televiziune
| An   | Titlu                                | Rol                       | Note                |
| ---- | ------------------------------------ | ------------------------- | ------------------- |
| 1995 | Taiwan Heavy Case Records            | Xiao Jun                  |                     |
| 1996 | Story Of Dragon Dynasty              | Mo Yu                     |                     |
| 1996 | The Root                             | Lai Xuezi                 |                     |
| 1996 | Taiwan Mysterious Affairs            | Hu Xinbei                 |                     |
| 1996 | Angel's Dust                         | Yang Qingxin              |                     |
| 1996 | Asian Flower Bud                     | Tang Yaxuan               |                     |
| 1996 | Zhen Ai Yi Shi Qing                  | Peipei                    |                     |
| 1997 | An emergency Mission                 | Su Huiru                  |                     |
| 1997 | New Justice Bao: Plum Flower Thief   | Feifeng Princess          |                     |
| 1997 | Last Tango in Shanghai               | Yi Fenglu                 |                     |
| 1998 | My Fair Princess                     | Xia Ziwei                 |                     |
| 1998 | Magic Chef                           | Hong Niang                |                     |
| 1999 | Food Glorious Food                   | Sansan                    |                     |
| 1999 | My Fair Princess II                  | Xia Ziwei                 |                     |
| 2000 | The Legend of Master Soh             | Hong Qilian               |                     |
| 2001 | The Duke of Mount Deer               | Princess Jianning         |                     |
| 2001 | Romance in the Rain                  | Lu Ruping                 |                     |
| 2001 | Wulung Prince                        | Wang Wengxu               | guest star          |
| 2001 | Taiji Prodigy                        | Bing Xin                  | guest star          |
| 2002 | The New Adventures of Chor Lau-heung | Sikong Xing'er            |                     |
| 2002 | Only You                             | Si Jiayi                  |                     |
| 2003 | Half Life Fate                       | Gu Manzhen                |                     |
| 2003 | Boy & Girl                           | Su La                     |                     |
| 2003 | Flying Daggers                       | Xue Caiyue                |                     |
| 2004 | Amor de Tarapaca                     | Li Yiqiao                 |                     |
| 2005 | Magic Touch of Fate                  | Lin Xiaomei               |                     |
| 2006 | Paris Sonata                         | Yu Manzhi                 |                     |
| 2006 | Sound of Colors                      | Fu Jingjing               |                     |
| 2006 | Star Boulevard                       | Mi Lu                     |                     |
| 2007 | Ancestral Temple                     | Zheng Xiuyun              |                     |
| 2009 | The Legend and the Hero 2            | Daji                      |                     |
| 2009 | Love in Sun Moon Lake                | An'an                     |                     |
| 2009 | Da Li Princess                       | Duan Aiyue                |                     |
| 2009 | Zhi Xian Ye Guang Ming               | Liu Xiaoqian              | guest star          |
| 2009 | Su Dongpo                            | Wang Fu                   | guest Star          |
| 2010 | Three Kingdoms                       | Sun Shangxiang            |                     |
| 2010 | Beauty's Rival in Palace             | Empress Dou Yifang        |                     |
| 2011 | The Glamorous Imperial Concubine     | Ma Fufa, Pan Yu , Mei Fei | +producător         |
| 2011 | New My Fair Princess                 | Xia Yuhe                  | guest star          |
| 2012 | Drama Go! Go! Go!                    | Wang Ming Ming            | +producător         |
| 2012 | Bloody Sky                           | Chen Xiangmei             | guest star          |
| 2012 | Mazu                                 | Guanyin                   | guest star          |
| 2013 | The Patriot Yue Fei                  | Li Xiao'e                 |                     |
| 2013 | Flowers in Fog                       | Xue Hua                   | guest star          |
| 2014 | Young Sherlock                       | Wu Zetian                 | + director artistic |
| 2014 | The Way We Were                      | Tang Jia-Ni               | +producător         |
| 2014 | Monopoly Exposure                    | Bang Dan                  |                     |
| 2016 | Singing All Along                    | Empress Yin Lihua         | +producător         |
| 2016 | Magical Space-time                   | Xia Jia Xin               |                     |

### Film
| An   | Titlu                           | Rol           | Note          |
| ---- | ------------------------------- | ------------- | ------------- |
| 1995 | School Days (film)\|School Days | Princess      | film de debut |
| 1999 | My Wishes                       | Mao Mei       |               |
|      | Bad Girl Trilogy                | Yige Mingxing |               |
|      | A Matter of Time                | Mei Jiahui    |               |
|      | The Mirror                      | Judy          |               |
| 2000 | Winner Takes All                | Wen Jing      |               |
|      | China Strike Force              | Ruby          |               |
| 2001 | Comic King                      | Chu Qi        |               |
|      | Dragon's Love                   | Long'er       |               |
| 2002 | Never Been To Me                | Xiao Jing     |               |
| 2004 | Life Express                    | Sun Xinxin    |               |
|      | Love Trilogy                    | Lui Hai       |               |
|      | Dragon Blade                    | Ba Liba       | Dublaj        |
| 2005 | Kill Two Birds with One Stone   | Zhang Xinxin  |               |
| 2009 | Sophie's Revenge                | Lucy          |               |
| 2009 | Evening of Roses                | Xia Meigui    |               |
| 2010 | You Deserve to Be Single        | Fei'er        |               |
|      | Driverless                      | Wang Dan      |               |
| 2012 | Blood Stained Shoes             | Su Er         |               |
| 2013 | My Lucky Star                   | Lucy          |               |
|      | The House                       | Xia Li Dong   |               |
|      | Fallen City                     | Qin Xiaoxiong |               |
| 2014 | Sweet Alibis                    |               | guest star    |
|      | The House That Never Dies       | Xu Ru Qing    |               |
| 2015 | The Wonderful Wedding           | Li Shu Fen    |               |
| 2016 | Phantom of the Theatre          | Meng Sifan    |               |
|      | The Precipice Game              | Liu Chenchen  |               |